# Atlético de Bilbao 1957-1958
Questa voce raccoglie le informazioni riguardanti l'Atlético de Bilbao nelle competizioni ufficiali della stagione 1957-58.

## Stagione
Come da politica societaria la squadra è composta interamente da giocatori nati in una delle sette province di Euskal Herria o cresciuti calcisticamente nel vivaio di società basche. In Primera División la squadra basca arriva sesta. Vincente fu il percorso nella Coppa del Generalísimo. Dopo aver eliminato il Celta Vigo al primo turno, il Las Palmas nei quarti di finale e il Barcellona in semifinale, la squadra basca si aggiudicò il torneo battendo in finale il Real Madrid per 2 a 0 con reti di Arieta al 20º e Mauri al 23º minuto conquistando così il suo 20º titolo.

## Rosa
| N. |                   | Ruolo | Calciatore            |
| -- | ----------------- | ----- | --------------------- |
|    | Spagna (bandiera) | P     | Juan Antonio López    |
|    | Spagna (bandiera) | P     | Carmelo Cedrún        |
|    | Spagna (bandiera) | D     | Jesús Garay           |
|    | Spagna (bandiera) | D     | Manuel González Etura |
|    | Spagna (bandiera) | D     | Ángel Sertucha        |
|    | Spagna (bandiera) | D     | José María Orúe       |
|    | Spagna (bandiera) | D     | Canito                |
|    | Spagna (bandiera) | C     | José María Maguregi   |
|    | Spagna (bandiera) | C     | Koldo Aguirre         |
|    | Spagna (bandiera) | C     | Ignacio Izaola        |
|    | Spagna (bandiera) | C     | Pedro María Onaindia  |

| N. |                   | Ruolo | Calciatore          |
| -- | ----------------- | ----- | ------------------- |
|    | Spagna (bandiera) | C     | Miguel Etxaniz      |
|    | Spagna (bandiera) | C     | José María Torre    |
|    | Spagna (bandiera) | A     | José Luis Artetxe   |
|    | Spagna (bandiera) | A     | Gonzalo Díaz Beitia |
|    | Spagna (bandiera) | A     | Ignacio Uribe       |
|    | Spagna (bandiera) | A     | Félix Markaida      |
|    | Spagna (bandiera) | A     | Armando Merodio     |
|    | Spagna (bandiera) | A     | Agustín Gaínza      |
|    | Spagna (bandiera) | A     | Mauri               |
|    | Spagna (bandiera) | A     | Eneko Arieta        |

## Risultati

### Coppa del Generalissimo
| Madrid 29 giugno 1958 Finale - Gara unica              | Athletic Bilbao | 2 – 0 | Real Madrid | Stadio Santiago Bernabéu |
| \| \| \| \| \| Arieta 20’ Mauri 23’ \| Marcatori \| \| |                 |       |             |                          |
|                                                        |                 |       |             |                          |
| Arieta 20’ Mauri 23’                                   | Marcatori       |       |             |                          |

## Statistiche

### Statistiche dei giocatori
| Giocatore     | Primera División | Primera División | Coppa del Generalissimo | Coppa del Generalissimo | Totale   | Totale |
| Giocatore     | Presenze         | Reti             | Presenze                | Reti                    | Presenze | Reti   |
| ------------- | ---------------- | ---------------- | ----------------------- | ----------------------- | -------- | ------ |
| E. Arieta (I) | 15               | 9                | 7                       | 7                       | 22       | 16     |
| J.L. Artetxe  | 23               | 14               | 7                       | 3                       | 30       | 17     |
| G. Beitia     | 7                | 1                | 0                       | 0                       | 7        | 1      |
| Carmelo       | 30               | -48              | 7                       | -4                      | 37       | -52    |
| Canito        | 25               | 0                | 7                       | 0                       | 32       | 0      |
| M. Etura      | 21               | 0                | 7                       | 0                       | 28       | 0      |
| M. Etxaniz    | 3                | 0                | 0                       | 0                       | 3        | 0      |
| A. Gaínza     | 13               | 1                | 7                       | 0                       | 20       | 1      |
| J. Garay      | 27               | 1                | 7                       | 0                       | 34       | 1      |
| I. Izaola     | 2                | 0                | 0                       | 0                       | 2        | 0      |
| Koldo Aguirre | 3                | 0                | 6                       | 2                       | 9        | 2      |
| J.A. López    | 0                | -0               | 0                       | -0                      | 0        | -0     |
| J.M. Maguregi | 15               | 0                | 0                       | 0                       | 15       | 0      |
| F. Markaida   | 21               | 11               | 2                       | 0                       | 23       | 11     |
| Mauri         | 27               | 3                | 6                       | 1                       | 33       | 4      |
| A. Merodio    | 19               | 3                | 0                       | 0                       | 19       | 3      |
| P.M. Onaindia | 15               | 3                | 0                       | 0                       | 15       | 3      |
| A. Sertucha   | 13               | 0                | 0                       | 0                       | 13       | 0      |
| J.M. Torre    | 7                | 3                | 0                       | 0                       | 7        | 3      |
| J.M. Orué     | 26               | 0                | 7                       | 0                       | 33       | 0      |
| I. Uribe      | 18               | 7                | 7                       | 2                       | 25       | 9      |